# Bisenti
Bisenti är en ort och kommun i provinsen Teramo i regionen Abruzzo i Italien. Kommunen hade 1 848 invånare (2018).